# Todor Lukanov
Todor Stančev Lukanov (bulharsky Тодор Станчев Луканов; (1. prosince 1874, Loveč – 17. února 1946, Moskva) byl bulharský politik, člen Komunistické strany Bulharska.
Od roku 1896 pracoval jako učitel v Plevnu, odkud byl však pro své komunistické přesvědčení vyloučen. V roce 1900 ukončil studium práv na univerzitě v Ženevě.

## Politická kariéra
Todor Lukanov založil organizaci Bulharské dělnické sociálnědemokratické strany (BRSDS) a stal se jejím prvním předsedou. Při rozpadu strany v roce 1903 se stal členem Strany úzkých socialistů. Od roku 1911 byl členem Ústředního kontrolního výboru BRSDS a od roku 1913 kandidoval za tuto stranu i na post poslance do Velkého národního shromáždění.
V době první světové války byl zatčen kvůli své agitaci proti účasti Bulharska v tomto konfliktu.
Od roku 1919 byl nominován na post člena Ústředního výboru Komunistické strany Bulharska a od roku 1922 se stal jejím organizačním tajemníkem. Po státním převratu v roce 1923 vyhlásil ozbrojený boj proti režimu Strany národního porozumění. Plevenské organizaci pod vedením Asena Chalačeva poslal příkaz, aby došlo k ukončení ozbrojeného povstání v Plevenské oblasti. K otázce Zářijového povstání zaujal jasně nesouhlasné stanovisko. Po jeho neúspěchu emigroval do Sovětského svazu, kde se stal členem zahraničního úřadu Komunistické strany Bulharska. V roce 1946 byl zavražděn agenty NKVD.